# کشتار ۱۹ جدی ۱۳۷۹ یکاولنگ
کشتار ۱۹ جدی ۱۳۷۹ یکاولنگ، به کشتار مردم یکاولنگ افغانستان در ۱۹ جدی ۱۳۷۹ به دست نیروهای طالبان اشاره دارد. به گزارش خبرگزاری صدای افغان (آوا) در این حادثه بیش از ۳۰۰ تن کشته شدند. در برخی گزارش‌های تحلیلی تعداد قربانیان ۳۸۰ تن ذکر شده‌است.
در این حمله نیروهای طالبان، مردان منطقه را با شیوه‌های متفاوتی کشتند آنها برخی را در منزل خود کشتند، برخی را بیرون منتقل کردند و به صورت دسته‌جمعی به گلوله بستند و برخی را در حین بازرسی به قتل رساندند. به گفته بازماندگان قربانیان این حمله، در این واقعه نیروهای طالبان پس از تصرف یکاولنگ وارد بازار آن شدند و مردم را از خانه‌هایشان بیرون نموده و در مقابل بازار به صورت دسته‌جمعی به گلوله بستند.
نیروهای طالبان پس از قتل‌عام خانه‌ها و دکان‌ها را آتش زدند و اجساد را در برف رها کردند که روزهای بعد توسط زنان دفن شدند.
در گزارش دیده‌بان حقوق بشر، (راپور شماره (۷) جلد (۱۲)) زیرعنوان (قتل‌عام هزاره‌های افغانستان) آمده‌است: کشتار دسته جمعی در یکاولنگ در تاریخ ۶ جنوری ۲۰۰۱ آغاز و به مدت چهار روز ادامه داشت، در ضمیمه الف این راپور نام ۱۲۴ نفر از کشته‌شدگان با مشخصات اسم، نام پدر و اسم قریه ذکر گردیده‌است. و در صفحه یازدهم این گزارش آمده‌است: قوماندهان حاضر در این کشتارها عبارت بودند از: ملابهزاد، قاری احمدالله غزنی وزیر امنیت طالبان، ملاعبدالستار، قوماندان نظامی منطقه هزاره‌جات، ملا عبدالله سرحدی، ملاعبدالسلام راکتی، قبلاً قوماندان اتحاد اسلامی افغانستان.
برخی از بازمانده‌گان قربانیان این کشتار، می‌گویند عبدالغنی برادر، معاون دفتر طالبان در قطر، عامل اصلی این کشتار بوده‌است. رحمت‌الله بیژن‌پور استاد دانشگاه این حادثه را ننگ و شرمندگی تاریخ خواند و گفت و اگر به خاطر این فاجعه تمام طالبان کشته شود تلافی نخواهد شد. همچنین از حکومت افغانستان خواست که روز ۱۹ جدی را به عنوان روز سیاه در تقویم رسمی افغانستان درج نماید.
در سالگرد این حمله مراسمی با حضور بازماندگان قربانیان آن در کابل برگزار می‌شود.